# Bisericani (okręg Neamț)
Bisericani – wieś w Rumunii, w okręgu Neamț, w gminie Alexandru cel Bun. W 2011 roku liczyła 95 mieszkańców.